# Ebinuma Maszasi
Ebinuma Maszasi (海老沼 匡; Hepburn: Masashi Ebinuma; Ojama, Sizuoka prefektúra, 1990. február 15. –) kétszeres világbajnok, olimpiai bronzérmes japán cselgáncsozó.

## Sportpályafutása
2008-ban a Belgrádban megrendezett nyári universiadén a 66 kilogrammos súlycsoportban aranyérmet szerzett. 2011-ben a párizsi világbajnokságon aranyérmes lett a 66 kilogrammos versenyszámban, miután a döntőben ipponnal győzött a brazil Leandro Cunha ellen (100–000).
A London városában megrendezett 2012. évi nyári olimpiai játékokon a harmatsúlyú versenyszámban indult. A negyeddöntőben a dél-koreai Cso Dzsunho ellen küzdött (000(1)–000(1)). A kiélezett mérkőzés bírói döntést eredményezett, amelynek során a meccs játékvezetője és a két bíró részéről egyhangú döntés (3–0) született a dél-koreai sportoló javára. A japán közönség heves tiltakozásának következtében azonban a bírói bizottság videóelemzést tartott, amelynek eredményeképpen felülbírálták a korábbi döntést, így a japán versenyző lett a mérkőzés győztese. Az elődöntőben ipponnal kikapott grúziai ellenfelétől, Lasha Shavdatuashvilitől (000(0)–100(0)). A bronzmérkőzésen a lengyel Paweł Zagrodnik volt az ellenfele. Ebinuma Maszasi előbb vazaarit szerzett, majd egy ippont ítéltek Zagrodnik javára, ezt azonban visszafokozták vazaarivá. Ezt követően a japán a ráadás során ipponnal megnyerte a meccset (110(0)–010(1)), így bronzérmesként zárta az olimpiát.
2013-ban a brazíliai Rio de Janeiróban megtartott világbajnokságon címvédőként indult a 66 kilogrammos versenyszámban, és ismét aranyérmet szerzett, a döntőben a kazahsztáni Azamat Mukanovot győzte le ipponnal (100–000).